# Hydroporus cagrankaya
Hydroporus cagrankaya är en skalbaggsart som beskrevs av Hans Fery och Erman 2009. Hydroporus cagrankaya ingår i släktet Hydroporus och familjen dykare. Inga underarter finns listade i Catalogue of Life.